# 焦碳酸二叔丁酯
二碳酸二叔丁酯（Boc2O）主要用于引入叔丁氧羰基（Boc）保护基来保护氨基（尤其是氨基酸的氨基），是有机合成常用试剂之一。它广泛用在多肽合成、医药、化妆品等工业中。相对其他氨基保护试剂，二碳酸二叔丁酯有诸多优点：价格便宜，无强烈刺激气味，对人体毒害较小，反应后容易脱去，等等。

## 制备
常用的二碳酸二叔丁酯为70%的甲苯或四氢呋喃溶液。制取方法主要有两种：中国和印度的化工企业多用叔丁醇、二氧化碳和光气在DABCO（碱）作用下反应制取二碳酸二叔丁酯（见下）；欧洲和日本的化工企业多用叔丁醇钠和二氧化碳在对甲苯磺酸或甲磺酸催化下反应制取。后者方法得到的产品较纯。

## 保护基
- 上保护基：胺与二碳酸二叔丁酯在碱（如碳酸氢钠）的水溶液中反应，或在4-二甲氨基吡啶（碱）的乙腈溶液中反应。

- 脱保护基：用强酸处理，如与三氟乙酸在二氯甲烷中反应或与盐酸在甲醇中反应。[3][4][5]

此外，二碳酸二叔丁酯所保护的胺类也可用于其他用途，比如下图中6-乙酰基-1,2,3,4-四氢吡啶（Maillard反应产物）的制取：